# 제로 (록맨 X)
제로(ZERO, ゼロ)는 록맨 X에서 나오는 등장인물의 일종이다. 

## 프로필
이레귤러 헌터 제0 특수 부대 대장. 사고 연령은 인간 나이로 약 20세 정도. 원래는 닥터 와일리가 세계 정복 멸망을 위해 만든 레프리로이드. 그러나 옛날 시그마(당시 이레귤러 헌터 대장)와의 싸움 때, 시그마가 제로의 머리에 있는 와일리 칩을 부숴 악한 본성이 사라져 현재는 이레귤러 헌터로 활동. 엑스의 친구자, 전우이며, 라이벌인 존재. 구형 로봇. 록맨 X5의 설정에서는 매우 뛰어난 실력을 가졌기에 현재 헌터 등급은 특A(Special A, SA)급이라고 한다. 자신의 기억이 돌아왔지만 그대로 엑스를 인정한다. 히로인이 없는 엑스와는 달리 여성 캐릭터에게 인기가 있다.

## 담당 성우
CV: 오키아유 료타로

## 기술
근접전이 특기. 본래에는 록맨 X1부터 록맨 X3까지 엑스처럼 같이 버스터를 사용했으나, 록맨 X4때 버스터가 고장나서 세이버를 주로 사용한다. 제트 세이버를 사용한 건 록맨 X2부터 시작되었다. 록맨 X3부터 제로로 플레이 할 수 있는데, 아쉽게도 보스 전에는 참가 불가능. 그 대신 바바를 시저스 쉬림퍼의 스피닝 블레이드로 확실하게 파괴시키면, 시그마 스테이지 2에서 모기 중간 보스를 쓰러뜨리면 엑스에게 제트 세이버를 준다. 록맨 X5부터는 버스터 사용이 가능하지만 오직 지면에 있을 시에만 사용 가능하다.